# Asticta moellendorffi
Asticta moellendorffi är en fjärilsart som beskrevs av Herz 1904. Asticta moellendorffi ingår i släktet Asticta och familjen nattflyn. Inga underarter finns listade i Catalogue of Life.